# فهرست کشورها بر پایه جمعیت مسیحیان

مسیحیت برپایه کشور

مسیحیت، بر اساس آخرین برآوردها در سال ۲۰۲۱، حدود ۲،۴۰۰،۰۰۰،۰۰۰ نفر پیرو داشته که به نسبت جمعیت ۸ میلیاردی جهان، یک چهارم جمعیت زمین را شامل شده و بزرگترین مذهب جهان است. این دین، سه گروه عمده از مسیحیت کاتولیک، پروتستان، و کلیسای ارتدکس شرقی را شامل می‌شود که بزرگترین آن کلیسای کاتولیک با ۱٬۰۹۰٬۰۰۰٬۰۰۰ تن پیروان است. و پس از آن شاخه‌های پروتستان و کلیسای ارتدکس شرقی هستند که سه انشعاب کامل مسیحیت را تکمیل می‌کنند.
مسیحیت دین غالب در اروپا، روسیه، آمریکا، فیلیپین، تیمور شرقی، جنوب آفریقا، مرکز آفریقا، آفریقای شرقی و اقیانوسیه است. همچنین جوامع بزرگ مسیحی در دیگر نقاط جهان مانند اندونزی، آسیای مرکزی و شرق میانه، که در آن‌ها مسیحیت دومین دین بعد از اسلام است وجود دارد. ایالات متحده آمریکا دارای بزرگترین جمعیت مسیحی در جهان است، پس از آن برزیل و مکزیک قرار دارند. واتیکان تنها کشور جهان است که ۱۰۰ درصد جمعیت آن مسیحی هستند.
کلیساهای مسیحی، شکل‌ها و شاخه‌های مختلفی نیز در برخی کشورها به خود گرفته‌است؛ که از جمله آن می‌توان به پانزده کشور اشاره کرد. آرژانتین (کلیسای کاتولیک روم)، ارمنستان (کلیسای حواری ارمنی)، تووالو (کلیسای تووالو)، تونگا (کلیسای آزاد وسلی تونگا)، کاستاریکا (کلیسای کاتولیک رومی)، پادشاهی دانمارک (کلیسای ملی دانمارک)، انگلستان (کلیسای انگلستان)، یونان (کلیسای ارتدکس یونان)، گرجستان (کلیسای ارتدکس گرجی)، ایسلند (کلیسای ایسلند)، لیختن اشتاین (کلیسای کاتولیک)، مالت (کلیسای کاتولیک)، موناکو (کلیسای کاتولیک)، شهر واتیکان (کلیسای کاتولیک سن پیترو، بزرگترین کلیسای جهان)، و زامبیا.

## فهرست‌ها

### برپایه کشورها

#### کشورهای با رسمیت محدود
| کشور                                | مسیحیان | % مسیحیت |
| ----------------------------------- | ------- | -------- |
| آبخاز (جزئیات)                      | ۱۳۰٬۰۰۰ | ۶۸٫۰٪    |
| کوزوو (جزئیات)                      | ۱۵۰٬۰۰۰ | ۸٫۳٪     |
| جمهوری آرتساخ (جزئیات)              | ۱۳۶٬۰۰۰ | ۹۵٫۰٪    |
| فلسطین (جزئیات)                     | ۱۷۳٬۰۰۰ | ۶٫۰٪     |
| جمهوری دموکراتیک عربی صحرا (جزئیات) | ۲۰۰     | ۰٫۰۳٪    |
| اوستیای جنوبی (جزئیات)              | ۶۹٬۰۰۰  | ۹۶٫۴٪    |
| تایوان (جمهوری چین) (جزئیات)        | ۹۰۲٬۰۰۰ | ۳٫۹٪     |
| ترانس‌نیستریا (جزئیات)               | ۵۱۰٬۰۰۰ | ۹۵٫۰٪    |

#### ده کشور اول
نکته: کشورهای ستون سمت راست، به ترتیب تعداد مسیحیان کشور و کشورهای ستون سمت چپ به ترتیب درصد جمعیت مسیحیان به کل جمعیت کشور است.
| رتبه | کشور                  | مسیحیان     | % مسیحی | کشور          | % مسیحی | مسیحیان    |
| ---- | --------------------- | ----------- | ------- | ------------- | ------- | ---------- |
| ۱    | ایالات متحده آمریکا   | ۲۳۰٬۰۰۰٬۰۰۰ | ۷۱٫۰٪   | واتیکان       | ۱۰۰٪    | ۸۰۰        |
| ۲    | برزیل                 | ۱۷۵٬۷۰۰٬۰۰۰ | ۹۱٫۴٪   | رومانی        | ۹۹٪     | ۲۱٬۴۹۰٬۰۰۰ |
| ۳    | روسیه                 | ۱۱۷٬۶۴۰٬۰۰۰ | ۸۳٫۶٪   | یونان         | ۹۸٪     | ۱۱٬۰۰۰٬۰۰۰ |
| ۴    | مکزیک                 | ۱۱۳٬۵۰۰٬۰۰۰ | ۹۳٪     | پاپوآ گینه نو | ۹۹٪     | ۶٬۸۶۰٬۰۰۰  |
| ۵    | نیجریه                | ۹۲٬۲۸۱٬۰۰۰  | ۵۲٫۸٪   | تونگا         | ۹۹٪     | ۱۰۰٬۰۰۰    |
| ۶    | فیلیپین               | ۸۶٬۵۰۰٬۰۰۰  | ۸۵٫۸٪   | ارمنستان      | ۹۸٫۵٪   | ۳٬۰۹۰٬۰۰۰  |
| ۷    | جمهوری دموکراتیک کنگو | ۶۸٬۵۵۸٬۰۰۰  | ۹۵٫۶٪   | نامیبیا       | ۹۷٫۶٪   | ۲٬۲۸۰٬۰۰۰  |
| ۸    | اتیوپی                | ۵۴٬۹۷۸٬۰۰۰  | ۶۴٫۵٪   | جزایر مارشال  | ۹۷٫۵٪   | ۵۰٬۰۰۰     |
| ۹    | ایتالیا               | ۵۴٬۰۷۰٬۰۰۰  | ۹۱٫۵٪   | مولدووا       | ۹۷٫۵٪   | ۳٬۵۷۰٬۰۰۰  |
| ۱۰   | آلمان                 | ۵۰٬۰۰۰٬۰۰۰  | ۶۲٪     | زامبیا        | ۹۷٫۵٪   | ۱۳٬۰۹۰٬۰۰۰ |

| \| رتبه \| کشور \| % مسیحی \| مسیحیان \| \| ---- \| --------------------- \| ------- \| ----------- \| \| ۱ \| رومانی \| ۹۸٪ \| ۲۱٬۳۰۰٬۰۰۰ \| \| ۲ \| یونان \| ۹۸٪ \| ۱۱٬۰۰۰٬۰۰۰ \| \| ۳ \| زامبیا \| ۹۷٫۵٪ \| ۱۲٬۸۰۰٬۰۰۰ \| \| ۴ \| جمهوری دموکراتیک کنگو \| ۹۵٫۷٪ \| ۶۳٫۲۰۰٬۰۰۰ \| \| ۵ \| پرو \| ۹۵٫۶٪ \| ۲۷٬۸۰۰٬۰۰۰ \| \| ۶ \| گواتمالا \| ۹۵٫۲٪ \| ۱۳٬۷۰۰٬۰۰۰ \| \| ۷ \| مکزیک \| ۹۵٫۰٪ \| ۱۰۷٬۰۰۰٬۰۰۰ \| \| ۸ \| لهستان \| ۹۴٫۳٪ \| ۳۶٬۱۰۰٬۰۰۰ \| \| ۹ \| اکوادور \| ۹۴٫۱٪ \| ۱۳٬۶۰۰٬۰۰۰ \| \| ۱۰ \| کلمبیا \| ۹۲٫۵٪ \| ۴۲٬۸۰۰٬۰۰۰ \| |                       |         |             |
| رتبه | کشور                  | % مسیحی | مسیحیان     |
| ۱ | رومانی                | ۹۸٪     | ۲۱٬۳۰۰٬۰۰۰  |
| ۲ | یونان                 | ۹۸٪     | ۱۱٬۰۰۰٬۰۰۰  |
| ۳ | زامبیا                | ۹۷٫۵٪   | ۱۲٬۸۰۰٬۰۰۰  |
| ۴ | جمهوری دموکراتیک کنگو | ۹۵٫۷٪   | ۶۳٫۲۰۰٬۰۰۰  |
| ۵ | پرو                   | ۹۵٫۶٪   | ۲۷٬۸۰۰٬۰۰۰  |
| ۶ | گواتمالا              | ۹۵٫۲٪   | ۱۳٬۷۰۰٬۰۰۰  |
| ۷ | مکزیک                 | ۹۵٫۰٪   | ۱۰۷٬۰۰۰٬۰۰۰ |
| ۸ | لهستان                | ۹۴٫۳٪   | ۳۶٬۱۰۰٬۰۰۰  |
| ۹ | اکوادور               | ۹۴٫۱٪   | ۱۳٬۶۰۰٬۰۰۰  |
| ۱۰ | کلمبیا                | ۹۲٫۵٪   | ۴۲٬۸۰۰٬۰۰۰  |